# Підбереззя (Борисовський район)
Підбереззя (біл. вёска Падбярэзьзе) — село в складі Борисовського району Мінської області, Білорусь. Село підпорядковане Пригородницькій сільській раді, розташоване в північно-східній частині області.